# Реохорд
Реохо́рд (Вольтагометр) — реостат, позволяющий проводить измерения электрического сопротивления мостовым методом Уитстона и определять электродвижущие силы в гальванических элементах компенсационным методом. Реохорд представляет собой однородный проводник в виде металлической проволоки или струны с подвижным контактом и градуированной шкалой. Перемещая контакт по струне, возможно достичь изменения величины тока или напряжения в цепи.
Первый реохорд был построен немецким физиком Иоганном Поггендорфом в 1841 году. Это была прямая калиброванная проволока длиной около метра, по которой скользил контакт, образующий два плеча. Против каждой точки реохорда было отмечено на линейке отношение его плеч.
Несколькими годами позже академик Борис Якоби сконструировал схожий прибор, который был назван им вольтагометром. В отличие от реохорда Поггендорфа вольтагометр Якоби состоит из барабана и намотанной на него калиброванной проволоки. Вращая барабан, можно включить в цепь любую часть сопротивления, которая при этом может быть отсчитана по шкале. В практике измерений Якоби затем усовершенствовал вольтагометр. Заметив, что сопротивление контакта между катящимся колесиком и проволокой не отличается постоянством, он устраивает в вольтагометре ртутные контакты. А позднее переходит на конструкцию ртутного вольтагометра, в котором сопротивлением является ртуть.